# HD 179949 b

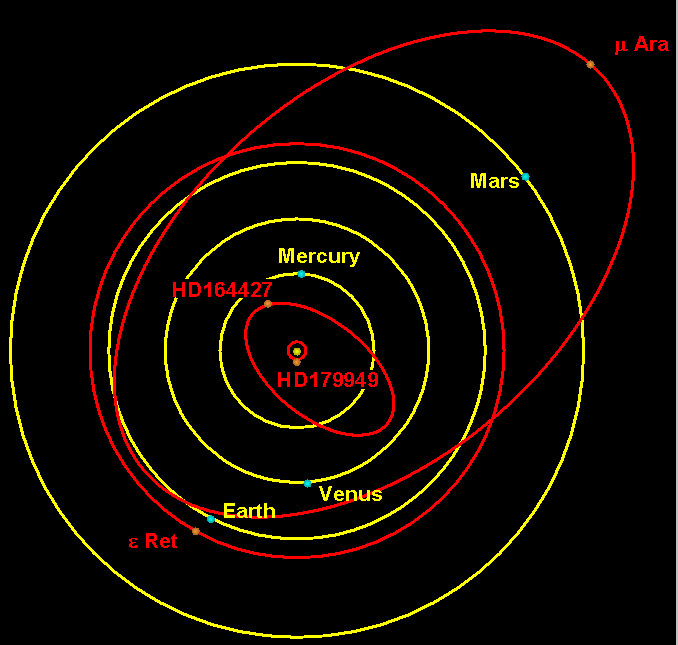
L'orbita di HD179949 b rispetto a quella di Mercurio.

HD 179949 b è un pianeta extrasolare gassoso che orbita intorno alla stella HD 179949, una nana gialla un poco più grande del Sole. Appartiene alla categoria dei pianeti gioviani caldi ed è distante dalla stella dieci volte in meno della distanza tra il Sole e Mercurio. È simile a Giove, ma è di colore grigio scuro ed è caldo.

## Scoperta
Il pianeta è stato scoperto a dicembre 2000 grazie all'indagine astronomica Anglo-Australian Planet Search, coordinata dall'Osservatorio anglo-australiano, con il metodo della velocità radiale.

## Caratteristiche
Le dimensioni e la massa del pianeta sono paragonabili a quelle di Giove, tuttavia orbita in appena 3 giorni a una distanza della stella di soli 6,65 milioni di chilometri, ossia quasi 9 volte più vicino di quanto non disti Mercurio dal Sole. Uno studio del 2021 non ha rilevato luce riflessa della stella, suggerendo che il pianeta ha una bassa albedo.
Durante la campagna NameExoWorlds ha ricevuto la denominazione di Mastika, nome scelto dal Brunei, mentre la sua stella madre ha ricevuto il nome di Gumala. Mastika è un termine malese, che indica "gemma", o "pietra preziosa", o "la più bella".